# Sozinho em Nova York
Sozinho em Nova York é um álbum de estúdio da dupla sertaneja brasileira Chrystian & Ralf, lançado em 1996. Ganhou o disco de ouro no Brasil, com destaque para duas músicas de sucesso: "Minha Gioconda", um cover de Vicente Celestino, com a participação de Agnaldo Rayol, e "No Mesmo Olhar", uma versão de "La Vie Dansante", do americano Jimmy Buffett. A música "Mia Gioconda" ou "Minha Gioconda", foi tema da novela O Rei do Gado, da TV Globo, cujo CD da trilha sonora, Rei do Gado II, vendeu 1.250.000 cópias e ganhou disco de diamante.

## Faixas[4]
| N.º            | Título                                 | Compositor(es)                                                            | Duração |  |
| 1.             | "No Mesmo Olhar (La Vie Dansante)"     | Will Jennings / Michael Utley / Jimmy Buffett (versão: Apollo Washington) | 4:26    |  |
| 2.             | "Sozinho em Nova York"                 | Chrystian / Ralf / Reinaldo Barriga                                       | 4:13    |  |
| 3.             | "Minha Gioconda" (part. Agnaldo Rayol) | Vicente Celestino                                                         | 3:51    |  |
| 4.             | "De Cara Cheia"                        | Rionegro / Domiciano                                                      | 3:51    |  |
| 5.             | "Por Aí Sem Você"                      | Carlos Randall / Danimar                                                  | 3:56    |  |
| 6.             | "É Só Dizer o Preço"                   | César Augusto / Piska                                                     | 4:02    |  |
| 7.             | "A Saideira"                           | Reinaldo Barriga / Cecílio Nena                                           | 3:33    |  |
| 8.             | "Quase Te Esqueci"                     | Carlos Randall / Danimar                                                  | 3:40    |  |
| 9.             | "Endoidei de Vez"                      | Carlos Randall / Danimar                                                  | 3:26    |  |
| 10.            | "Ainda Está Chovendo"                  | Carlos Randall / Alexandre / Giovani Soares                               | 3:49    |  |
| 11.            | "Vontade Dividida"                     | Ronery / José Raimundo                                                    | 4:15    |  |
| 12.            | "Solidão no Seu Lugar"                 | Carlos Randall / Danimar                                                  | 3:19    |  |
| 13.            | "Calúnia"                              | Deuslene O. Carrijo / Roxim de Goiás                                      | 3:16    |  |
| Duração total: | Duração total:                         | Duração total:                                                            | 49:45   |  |

## Certificações
| Brasil (ABPD)                             | Ouro | 1996 | 100.000* |
| *número de vendas baseado na certificação |      |      |          |